# The Mask (fumetto)
The Mask, noto in Italia anche come  La Maschera, il cui vero nome è Stanley Ipkiss, è un personaggio dei fumetti pubblicati da Dark Horse, creato nel 1989 da John Arcudi (testi) e Doug Mahnke (disegni) sulle pagine della rivista Mayhem. I prodromi del personaggio, tuttavia, sono presenti in The Masque, creato da Mike Richardson (soggetto) e da Mark Badger (sceneggiatura e disegni), pubblicato sempre dalla Dark Horse. Il debutto di questa prima versione è in Dark Horse Presents n. 10 (settembre 1987).
La storia racconta di una maschera magica che conferisce a chiunque la indossi invulnerabilità fisica e numerosi poteri che violano qualunque legge della fisica e della realtà (ad esempio l'abilità di creare cose dal nulla), ma al contempo diminuisce le inibizioni del suo portatore e ne amplifica le parti represse della sua personalità.
La serie a fumetti è nota per il suo tono cupo e la violenza grafica. Tuttavia, la popolarità del personaggio è aumentata a dismisura grazie al film del 1994 The Mask con Jim Carrey e Cameron Diaz, che presenta toni molto più leggeri e comici rispetto alla versione cartacea. Il film ha generato una serie televisiva animata (The Mask) e un sequel cinematografico (The Mask 2, in originale Son of the Mask).

## Caratteristiche
In tutte le versioni, la storia ruota attorno a una maschera magica che dà a chiunque la indossi un potere illimitato e un aspetto alterato, caratterizzato da una faccia verde e da grossi denti cavallini, oltre che da uno sgargiante abbigliamento zoot suit. La maschera permette la manifestazione dei pensieri e delle fantasie dell'indossatore, garantendogli invulnerabilità fisica, forza sovraumana, velocità, potere di alterare la realtà in una varietà di modi distruttivi, ma anche perdita della sanità mentale e dell'autocontrollo. Il tutto è ispirato ai personaggi Joker e Creeper della serie di Batman, oltre che a Green Goblin, Freddy Krueger e al Dr. Henry Jekyll/Mr. Edward Hyde.
Contrariamente alla più famosa versione cinematografica, nelle storie a fumetti originali i personaggi che indossano la maschera diventano antieroi pericolosi e crudeli e nel peggiore dei casi anche criminali con tendenze ultraviolente.

## Storia
Il primo ad indossare la maschera è Stanley Ipkiss: nel fumetto originale è un disadattato sociale, con probabili turbe psichiche di tipo paranoico e tendente alla depressione, il quale compra l'artefatto come regalo per la fidanzata Kathy. La maschera lo trasforma in un criminale folle e sanguinario (chiamato dalla gente "Testone"), un assassino vendicativo e senza scrupoli dedito agli omicidi più scioccanti e disturbanti che possano venire in mente (fra le altre cose uccide un meccanico infilandogli dal busto al cranio un silenziatore per motori). La maschera influisce anche sul suo modo di comportarsi nella vita normale, tanto da arrivare a stilare una lista di persone che devono essere uccise per essere state irrispettose nei suoi confronti, per averlo denigrato e fatto imbarazzare.
Dopo essersi tolto la maschera, Stan inizia a rendersi conto di cosa sta succedendo. I suoi atti come Testone iniziano a chiedere un tributo emotivo. Diventa verbalmente offensivo nei confronti di Kathy, che lo caccia di casa ma tiene la maschera poiché è un regalo di Stanley. Più tardi, Stan irrompe nell'appartamento di Kathy per rubare la maschera proprio mentre la polizia arriva in risposta a una chiamata. Stan si rimette la maschera e uccide molti poliziotti durante la fuga oltre a causare una grande quantità di danni. Tornato a casa si toglie la maschera, preparandosi a lasciare la città; solo per essere colpito alla schiena e ucciso da Kathy che ha scoperto la sua vera identità.
Kathy porta la maschera al tenente Kellaway per tenerla al sicuro. Kellaway, che aveva investigato sui recenti omicidi di Testone, sia sui signori del crimine organizzato della sua città, ignora gli avvertimenti di Kathy, credendo che sia stressata e non stia pensando chiaramente, e prova la maschera. Diventando Testone, Kellaway si propone di abbattere i signori del crimine che lo hanno afflitto durante la sua carriera.
Gli abitanti della città, non conoscendo la maschera magica, presumono che Testone sia sempre lo stesso assassino i cui obiettivi sono ora signori del crimine di alto profilo. Nonostante le buone intenzioni di Kellaway, la maschera fa sì che i suoi metodi diventino sempre più violenti. Testone incontra Walter, un uomo muscoloso delle dimensioni di un colosso e che non parla mai, che ha intrapreso vendetta contro Testone per aver ucciso i suoi datori di lavoro. Walter non mostra mai dolore ed è l'unico che può ferire Testone realmente.
Mentre combatte con Walter, il tenente Kellaway, nei panni di Testone, diventa l'obiettivo di una caccia all'uomo della polizia. Kellaway combatte la polizia e rintraccia i mafiosi rimasti. Quando il partner di Kellaway tenta di fermarlo, il poliziotto (con la maschera) quasi uccide il suo amico e collega. Kellaway, rendendosi conto di quello che ha fatto, fugge. Si toglie la maschera, la seppellisce nel cemento del suo seminterrato e giura che non la farà mai più indossare da nessuno.
Successivamente, la maschera cade nelle mani di un piccolo criminale, che usa i poteri di B
Testone per diventare il più grande leader del crimine della città. Rendendosi conto del suo fallimento nel nascondere la maschera, Kellaway decide di fermare il nuovo Testone.
In questa serie viene anche rivelata parte dell'origine della maschera. Una tribù africana usava la maschera nei loro rituali, e ogni membro della tribù che indossava la maschera con la testa tagliata e rimessa sul corpo. I bracconieri hanno rubato la maschera e l'hanno venduta a un collezionista.

## Pubblicazioni in lingua originale

### Storie principali
- The Mask
- The Mask Returns
- The Mask Strikes Back
- The Mask: The Hunt for Green October
- The Mask: World Tour
- The Mask: Southern Discomfort
- The Mask: Toys in the Attic
- The Night Before Christmask
- The Mask: Virtual Surreality

### Crossover
- Lobo/Mask
- The Mask/Marshal Law
- Grifter and The Mask
- Joker/Mask

## Pubblicazioni in lingua italiana
In Italia le prime quattro storie di The Mask sono state stampate per la prima volta nei primi quattro numeri della collana Hyperion della Star Comics (1992-1993), nella versione bianco e nera originale presente su Mayhem. Successivamente le storie sono state ristampate a colori, insieme al resto della miniserie The Mask e The Mask Returns, dalla Marvel Italia in 5 numeri spillati da edicola nel 1995, più uno brossurato (il numero 0) contenente la versione a fumetti del film.
Nel 1998 e 2001 la Play Press ha pubblicato i due crossover Lobo/Mask (in due albi) e Joker/Mask.
Infine, nell'aprile 2010 le prime due miniserie sono state ristampate insieme a The Mask Strikes Back in un volume unico a colori dal titolo The Mask Omnibus - Verde e rognoso dalla casa editrice Comma 22.

## Altri media
Nel primo film e nella serie animata, Stanley Ipkiss si discosta molto da come rappresentato nel fumetto; qui infatti è un bancario generoso, ingenuo, timido e sfortunatissimo, e contrariamente al fumetto, la maschera lo rende un supereroe buffo, malizioso, simpatico e positivo, dal comportamento vivace, burlone ed esuberante. Lo stesso vale anche per il protagonista del sequel, The Mask 2, Tim Avery. Inoltre, mentre nel fumetto la maschera è di origine vudù, invece nel film è stata creata dal dio norvegese delle malefatte Loki. Quest'ultimo appare nel sequel dove, sotto l'ordine del potente padre Odino, deve recuperare l'artefatto prima che procuri altri guai sulla Terra. In sostanza, mentre nei fumetti originali chi indossa la maschera diventa un personaggio negativo o praticamente tale, nei film la connotazione negativa della trasformazione finale è direttamente proporzionale a quella dell'indossatore.

### Cinema
- The Mask (1994)
- The Mask 2 (Son of The Mask, 2005)

### Animazione
- The Mask (1995-1997)

### Altre apparizioni
- Ace Ventura (1995-2000)
- Space Jam: New Legends (Space Jam: A New Legacy, 2021)